# Ulica Jęczmienna we Wrocławiu
Ulica Jęczmienna – ulica w rejonie wrocławskiego osiedla Przedmieście Świdnickie, długości ok. 330 m, łącząca ul. Grabiszyńską z placem Rozjezdnym, na którym łączy się z ulicą Pszenną i Kolejową.

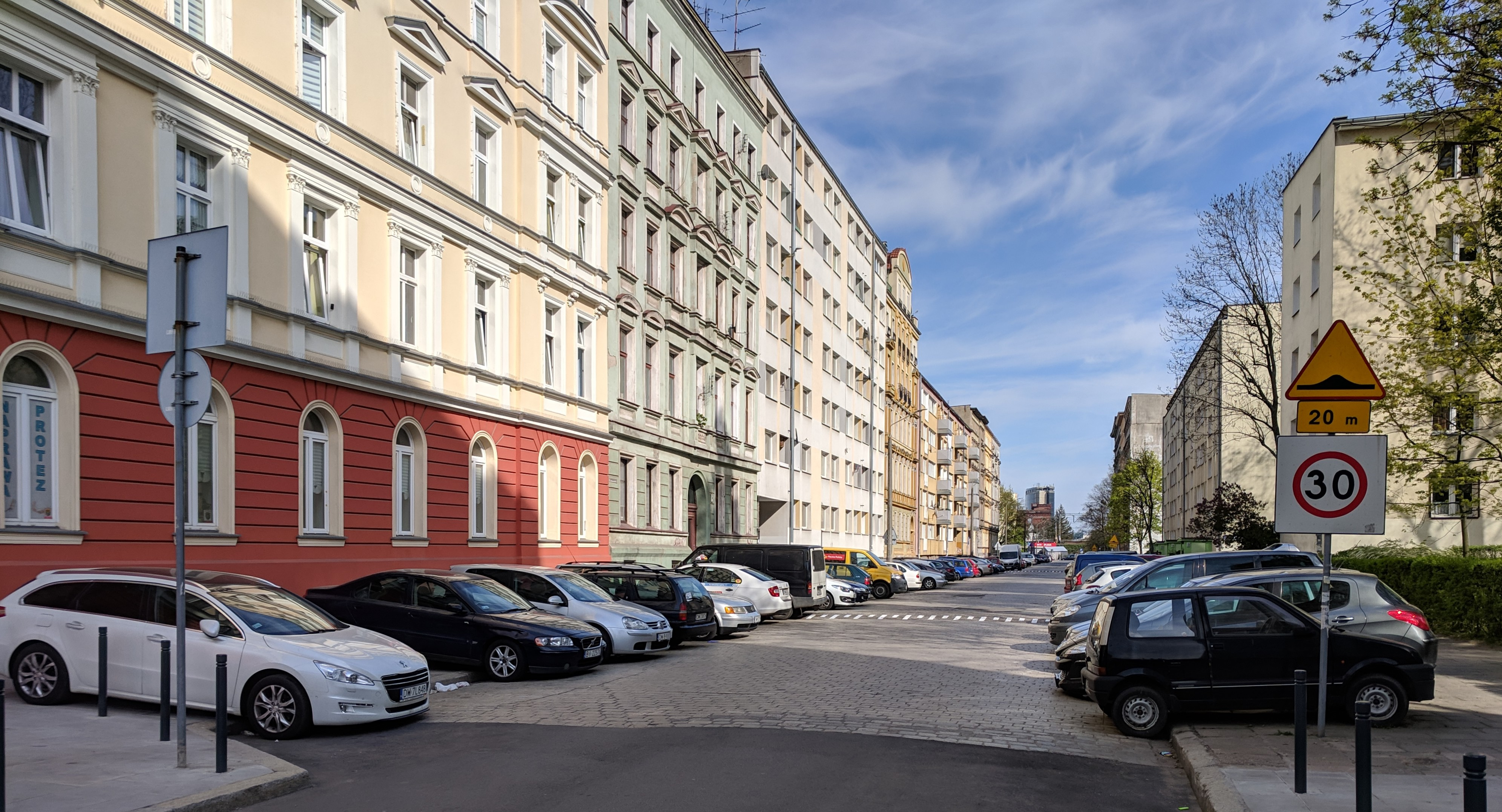
Wrocław, ulica Jęczmienna widziana w stronę pl. Rozjezdnego

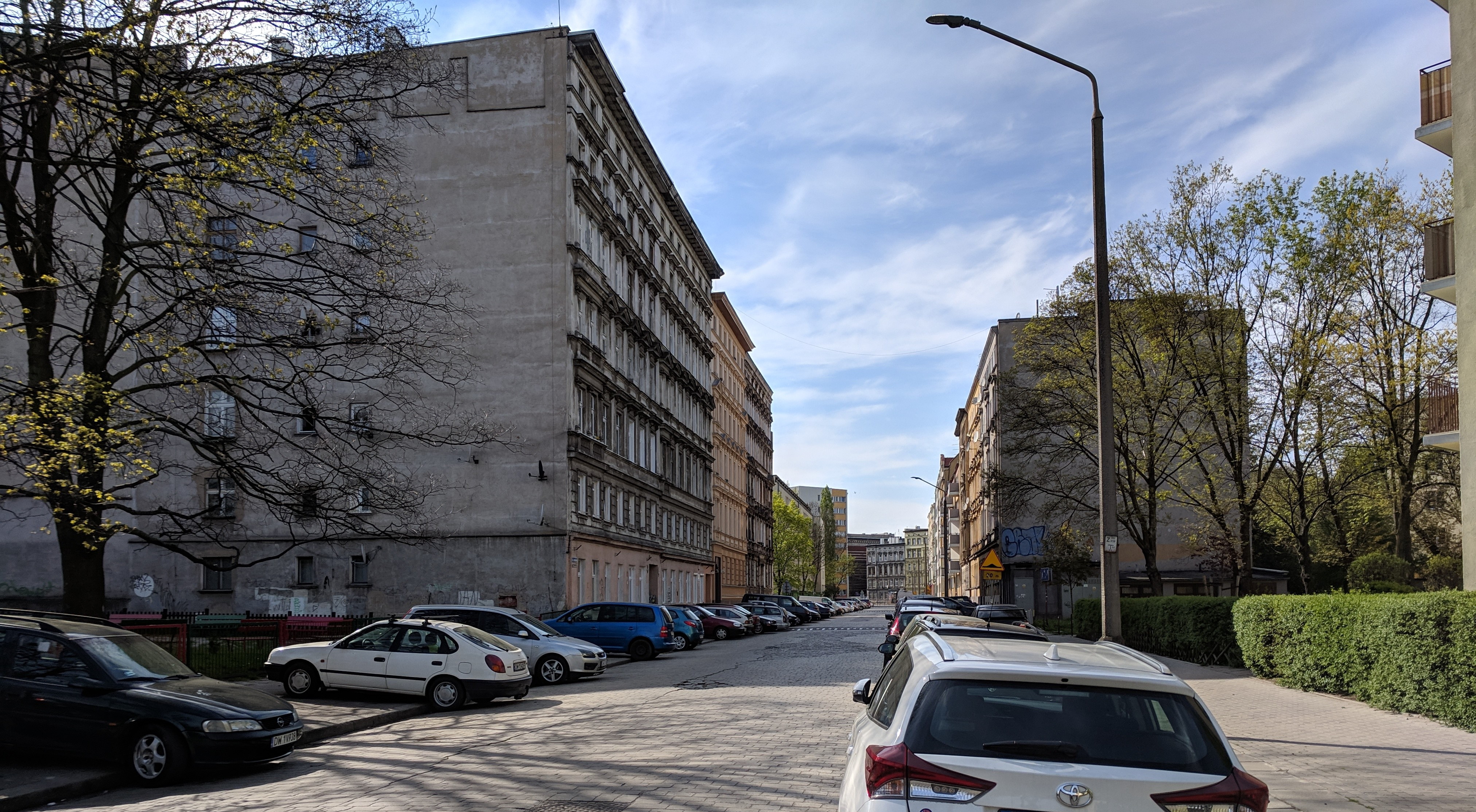
Wrocław, ulica Jęczmienna widziana w stronę ul. Grabiszyńskiej

Wytyczona w 1873 na terenie dawnej wsi Gajowice w celu połączenia ówczesnej Gräbschener Straße (Grabiszyńskiej) ze niedawno wybudowaną linią kolejową; już w 1874 zaczęto stawiać przy niej pierwsze budynki. Ulicę nazwano Luisen Straße; jej patronką została Luiza Pruska. W roku 1877 pomiędzy dzisiejszymi ulicami Jęczmienną a Kolejową, przy ich zbiegu na placu Rozjezdnym wzniesiono Zircus Busch – Cyrk Buscha; projektantem był Ernst Welz. W latach 1892–1893 u wylotu Jęczmiennej, przy placu Rozjezdnym, postawiona została pierwsza z dwóch elektrowni zasilających wrocławskie tramwaje elektryczne.
Podczas oblężenia Festung Breslau w 1945 zabudowa ulicy została mocno uszkodzona (spłonął też Zircus Busch, a elektrownia przy pl. Rozjezdnym uległa uszkodzeniom, po których zdecydowano się ją zburzyć), ale kilka kamienic nadawało się do odbudowy i istnieją do dzisiaj. Pozostała zabudowa pochodzi z lat 1966–1968. Na połączonym parterze budynku nr 13–19 mieściły się biura Wrocławskiej Spółdzielni Mieszkaniowej. W drugiej połowie lat 70. XX w. wybudowano dwie „plomby” po parzystej stronie ulicy – siedmiokondygnacyjny blok nr 6–8 i pięciokondygnacyjny nr 12–16 oraz przeprowadzono generalny remont przedwojennych kamienic nr 2, 4 i 10. W tym też czasie zniknął kiosk z okolic skrzyżowania z ul. Grabiszyńską.
W kwietniu 2021 obszar ulicy został włączony do Strefy Płatnego Parkowania.